# Erebia andineus
Erebia andineus är en fjärilsart som beskrevs av Hans Fruhstorfer. Erebia andineus ingår i släktet Erebia och familjen praktfjärilar. Inga underarter finns listade i Catalogue of Life.